# Дев'ять достойників

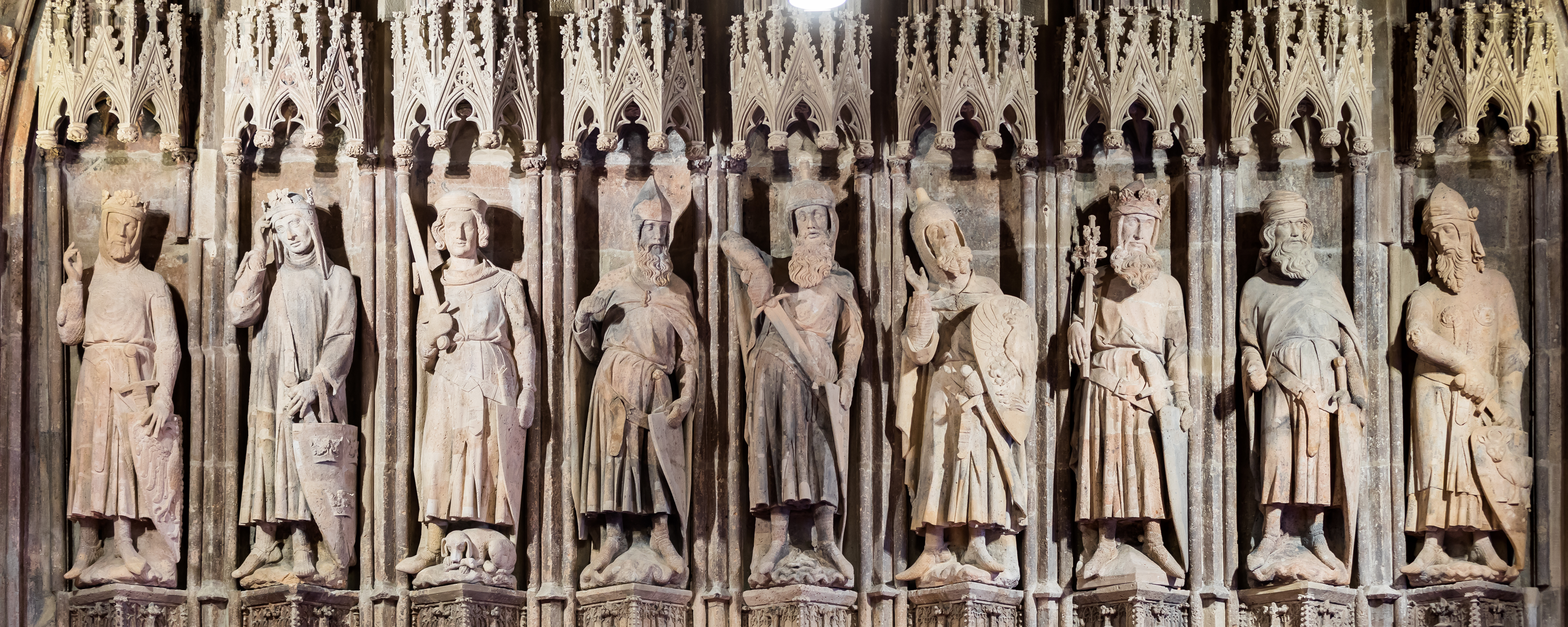
Дев'ять достойників (Кельнська ратуша, XIV ст.)

Дев'ять достойників (фр. les Neuf Preux, італ. i Nove Prodi, нім. Neun Helden, англ. Nine Worthies, порт. Nove da Fama) — у пізньосередньовічній та ранньомодерній західноєвропейській культурі дев'ятка видатних і доблесних полководців, що уособлюють ідеали лицарства. До неї зараховували трьох юдеїв — полководця Ісуса Навина, царя Давида та героя-повстанця Юду Маккавея; трьох язичників — троянського принца і героя-захисника Гектора, македонського царя і завойовника Азії Александра Великого, римського полководця й імператора Юлія Цезаря; трьох християн — британського короля Артура, франкського короля й підкорювача Європи Карла Великого та героя-хрестоносця і першого єрусалимського короля Готфріда Буйонського. Вперше дев'ятка згадується у французьких та італійських літературних творах XIV століття. За традицією, усіх дев'ятьох називали князями. Вивчення життя кожного з дев'яти мало бути доброю освітою для кожного претендента на лицарство. Інші назви — дев'ять гідних, дев'ять богатирів, дев'ять добрих героїв.

## Походження

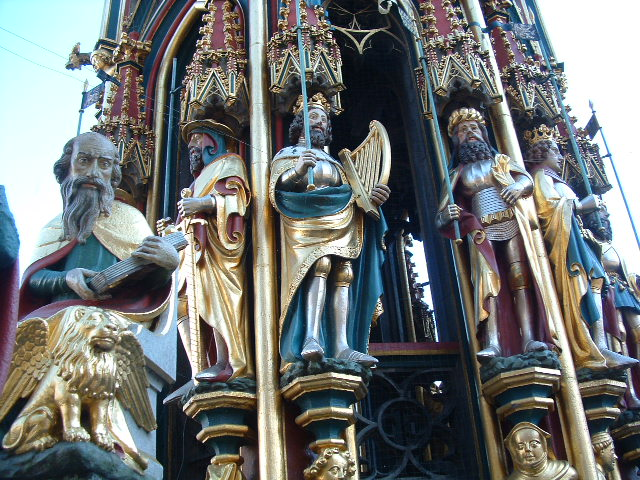
Статуї Дев'яти достойних на фонтані «Шьоне бруннен» у Нюрнберзі (1385—1396). На фото зліва на право видно статуї Юди Маккавея, Давида (з арфою), Цезаря, Александра. На передньому плані скульптура євангеліста Марка з левом, яка є частиною іншої групи

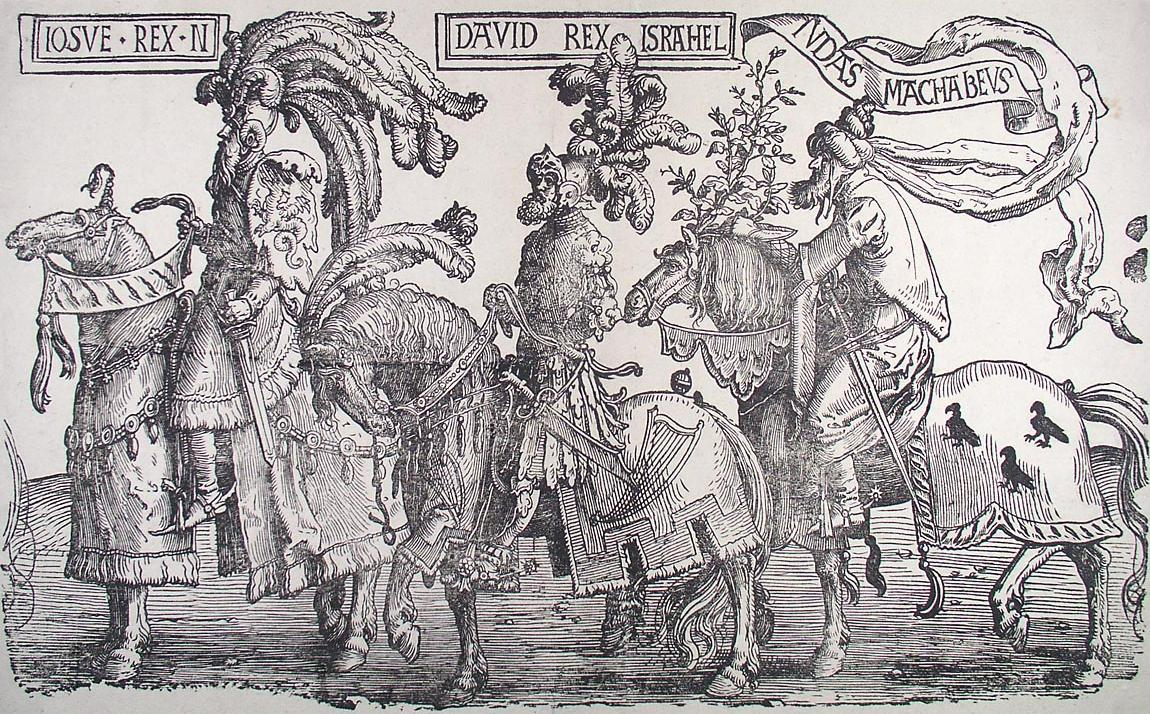
Зображення Трьох старозавітних царів авторства Луки Лейденського у вигляді екзотичних його сучасників, у гравюрі бл. 1520 року, на якій зображено Дев'ять достойних у трьох секціях

Дев'ять достойних вперше були описані на початку XIV сторіччя, Жаком де Лоньоном (фр. Jacques de Longuyon) у його «Vœux du paon» («Клятви павича», 1312). Як зазначав Йоган Гейзинга, їх вибір вказує на тісний зв'язок з лицарським романом. Поділені на тріаду тріад, ці чоловіки вважались ідеалами лицарства в рамках їх традиції: язичництва, юдаїзму чи християнства. Вибір Лоньона досить швидко став поширеною темою у літературі та мистецтві Середньовіччя та отримав постійне місце у свідомості народу. Середньовічне «прагнення до симетрії» створило жіночий еквівалент, neuf preuses, яких деколи додавали до оповіді чи зображення, хоча єдності у фігурах обраних жінок не було. Есташ Дешан обрав «групу досить дивних героїнь»  з літератури та історії, серед них Пентесілея, Томіріс, Семіраміда. У літературі та гобеленах зображували всі 18 персон, наприклад їх алегоричні фігури передували Генріху VI у його тріумфальному королівському в'їзді до Парижа, 1431.  Дешан також додав «десятого достойного» — Бертрана дю Геклена, бретонського лицаря, якому Франція завдячувала перемогами після початкових важких поразок у битвах при Кресі (1346) та при Пуатьє (1356). Король Франції Франциск I деколи з'являвся при дворі в «античному костюмі», щоб асоціюватись як один з Neuf Preux. 
Кодекс Інгерама 1459 року наводить спільний герб Дев'яти достойних та більш широкий список так званих «приписуваних гербів» «видатних» персон, таких як троє «найкращих євреїв», «найкращих язичників» та «найкращих християн», а також трьох героїв Давида (які названі «першими гербами»), Трьох царів, «трьох найдобріших князів», «трьох найгірших тиранів» (Навуходоносор, Антіох Епіфан та Нерон), «трьох терпеливих» (Альфонс X, Йов та Святий Євстахій), «трьох помазаних королів» (Франції, Данії та Угорщини) та «трьох благородних династій» (Людовик XI Розсудливий як дофін, Владислав I Святий, та Оттон I (герцог Брауншвейг-Люнебургу) з Дому Вельфів).

## Символізм
Як група в цілому, Дев'ять достойних є всіма гранями повністю шляхетного воїна. Всі, за виключенням Гектора та можливо Артура, є героями-переможцями. Вважалось, що персони не королівської крові походять принаймні з лицарських родин. Життя всіх них було у догеральдичну еру, тому для них були вигадані «приписувані герби», наприклад як на гравюрі Луки Лейденського. Всі вони принесли славу та честь своїм народам та відзначились особистою вправністю зі зброєю. Як особистості, кожен з них мав якусь видатну рису лицарства, які робили його прикладом лицаря. Дев'ять достойних іконографічно окремо як правило не зображувались та не мали поділу за етносом чи давниною, що може вказувати на те, що доблесті, які вони зображують є поза часом та універсальні.

## Класифікація
Дев'ять достойних складаються з такої тріади тріад:
- Три юдеї: Ісус Навин, Давид, Юда Маккавей
- Три язичники: Гектор, Александр Македонський, Юлій Цезар
- Троє християн: король Артур, Карл Великий, Готфрід Буйонський

З 1-ї половини XV століття, в часи тяжких поразок французів у Столітній війні, до дев'ятки стали додавати десятого діяча — французького полководця Бертрана дю Геклена.
| Достойники з Livro do Armeiro-Mor (1509)                                              |
| ------------------------------------------------------------------------------------- |
| - Ісус Навин - Давид - Юда Маккавей - Александр Македонський - Гектор                 |
| - Юлій Цезар - Король Артур - Карл Великий - Готфрід Бульйонський - Бертран дю Геклен |

## Дев'ять достойних дам
Наприкінці XIV сторіччя Дев'ять достойних почали супроводжувати Достойні дами, які однак переважно не були персоніфіковані та зображувались як анонімні амазонки. Пізніше, дев'ять «найбільш відомих дам всіх часів та націй» були обрані з історії та легенд для розташування поруч з Дев'ятьма достойними, хоча вибір жінок не був стандартизований і відрізнявся в залежності від регіону, автора чи митця.

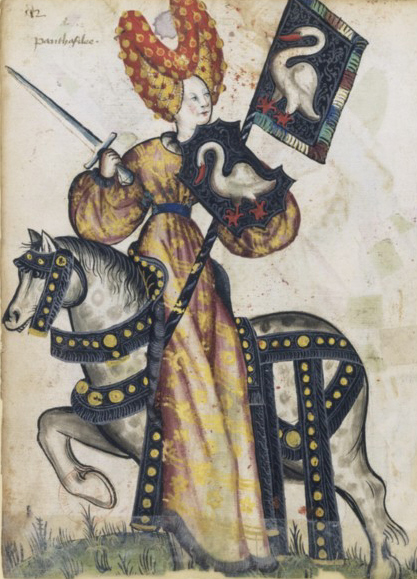
Пентесілея як одна з Достойних дам

середньовічний французький поет Есташ Дешан до neuf preux додає neuf preuses (жінок), включаючи до них Пентесілею, Томіріс та Семіраміду. Разом з їх чоловічими аналогами вони передують королю Генріху VI, коли він входить до Парижа 1431 року, та фігурують у «Le Jouvencel» (1466). Оскільки список жінок не був фіксованим, часто також не було його структурування на язичницьку, єврейську та християнську тріаду. Томас III з Салуццо мав такий список: Деїфіла, Синоппа, Іпполіта, Меланіппа, Семіраміда, Лампето, Тамаріс, Тевта, Пентесілея.
У німецькому Відродженні Ганс Бургкмайр створив серію з 6 гравюр по дереву, кожна з яких зображувала три з «18 достойних». Крім усталених чоловіків, у його гравюрах були присутні три язичниці (Лукреція, Ветурія та Віргінія), три єврейки (Есфір, Юдит та Яїл) та три християнських святі (Свята Олена, Бригіда Шведська та Єлизавета Угорська). Бургкмайр був знайомий з гуманістичними колами Аугсбургу, які можливо допомогли обрати жінок. Крім Ветурії, матері Коріолана, яка намагалася врятувати Рим від поразки від свого сина, інші язичниці були прикладами невинних дів, які не здійснили жодних героїчних вчинків, крім захисту власної цноти. На противагу їм, дві єврейські жінки, Юдит та Яїл відомі за особистим вбивством лідерів  ворогів Ізраїлю. Юдит зображена з мечем в одній руці та відрізаною головою Голоферна в іншій, а Яїл тримає молот, яким забила кіл у голову Сісери. «Сила жінок» та жіноче насильство в той час цікавило німецьких митців і Лука Лейденський, Альбрехт Альтдорфер та інші робили гравюри з Яїл у процесі забиття. Християнське тріо жінок, які були дуже популярними святими у Німеччині того часу, є жінки, які були одружені (Брігіда стала абатисою як овдовіла). Крім того, які і троє з Дев'яти достойних чоловіків, Єлизавета Угорська була предком покровителя Бургкмаєра — Максиміліана I, а свята Олена була імператрицею Римської імперії. На відміну від двох інших тріад жінок, які обернені одна до одної наче у спілкуванні, це тріо має погляди донизу, що може вказувати на чесноту мовчання. Однак концепція Бургкмаєра щодо Дев'яти достойних жінок виявилася не надто популярною.

## Культурні посилання

### Мистецтво
Хоча вони почались як ідеали лицарства, У XV—XVII сторіччях Дев'ять достойних були популярним сюжетом іконографії ратуш та інших публічних будівель по всій Європі, де мали нагадувати правлячій еліті про чесноти. Однак вони не поширились у культуру простого люду, залишившись явищем шляхти.
- Найбільш раннє зображення Дев'яти достойних — на Кельнській ратуші (XIV ст.), де вони представлені скульптурами на пінаклях.

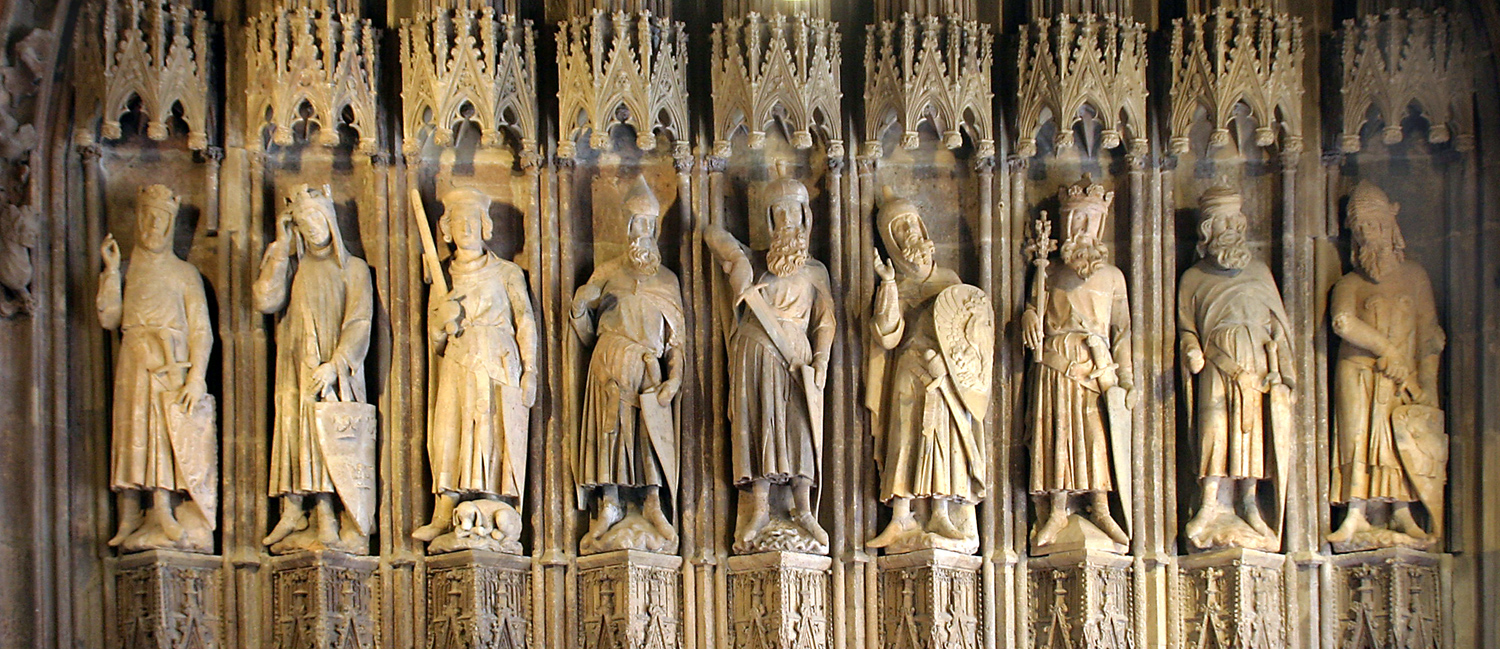
Дев'ять достойників (Кельнська ратуша)

- Фреска «Герої лицарі минулого» невідомого художника, якого позначають як Майстер замку Манта, намальована бл. 1420 року у Баронській залізамку Манта, Салуццо, Італія, має зображення Дев'яти достойників; серія фресок включає і Дев'ять достойних жінок.

Герої лицарі минулого

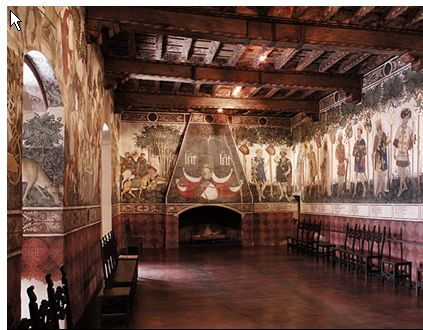
Баронська зала, загальний вигляд. Цикл фресок «Дев'ять героїв-лицарів і дев'ять уславлених жінок минулого»

- Музей Клойстерс у Нью-Йорку зберігає частину серії гобеленів XV сторіччя, що зображують короля Артура, Ісуса Навина, Давида, Гектора та Юлія Цезаря.[8]

Вишукана серія картин на дереві Сієнської школи XV сторіччя, яку приписують Майстру легенди про Грізельду та іншим художникам школи, показувала і Дев'ять достойних чоловіків і Дев'ять достойних жінок. Зараз частина картин втрачена, а серія розкидана по колекціях. Однак 2007 року вцілілі картини були об'єднані на виставці у Національній галереї, Лондон.